# 趙泰 (成化進士)
趙泰（1437年—？），字時雍，陝西西安府咸寧縣（今屬西安市）人，民籍，明朝政治人物。同進士出身。

## 生平
早年出身國子生，中式陝西鄉試第十八名舉人。成化十一年（1475年）乙未科進士。官工科給事中。

## 家族
曾祖父趙仲德。祖父趙紀，曾任刑部員外郎。父亲趙賢。